# 6 травня
6 травня — 126-й день року (127-й у високосні роки) в григоріанському календарі. До кінця року залишається 239 днів.

## Свята і пам'ятні дні

### Міжнародні
- Міжнародний день без дієт.
- Міжнародний день жінок на мотоциклах — International Female Ride Day® (IFRD), який щорічно відзначають в першу суботу травня у всьому світі

### Національні
- Україна: День піхоти (2019)
- Болгарія: День Армії або День святого Георгія Побідоносця.
- Грузія: День святого Георгія Побідоносця.
- Чорногорія,  Сербія: День Святого Георгія.
- Габон,  Ліван,  Сирія: День мучеників.
- Данія: День кави.
- Туреччина: Хидирлез або Свято Зустрічі Весни.

### Професійні
- Ямайка: День вчителя.
- США: День медсестер. День організатора зустрічей і зборів.

### Релігійні

#### Християнство
- День Святого Еводія

Православні:
- Праведного Іова Багатостраждального.
- Преподобного Іова Почаївського.
- Мучеників Варвара, воїна, Вакха, Калимаха та Діонісія.
- Мученика Парфенія.
- Мученика Варвара, колишнього розбійника.

#### Іслам
- Хидирлез

### Іменини
✙ Православні:
✝  Католицькі:

## Події

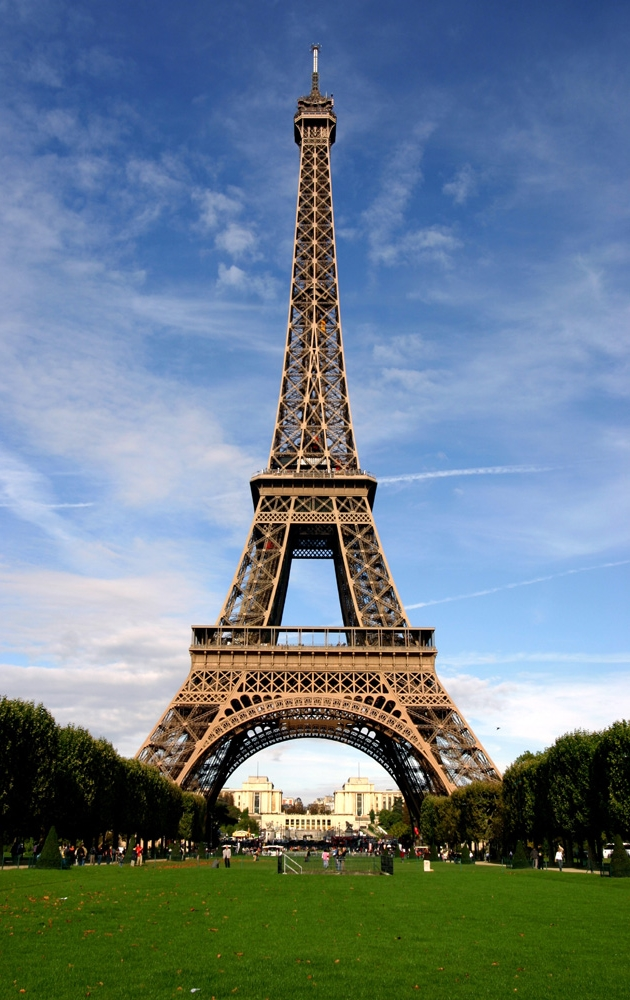
Ейфелева вежа

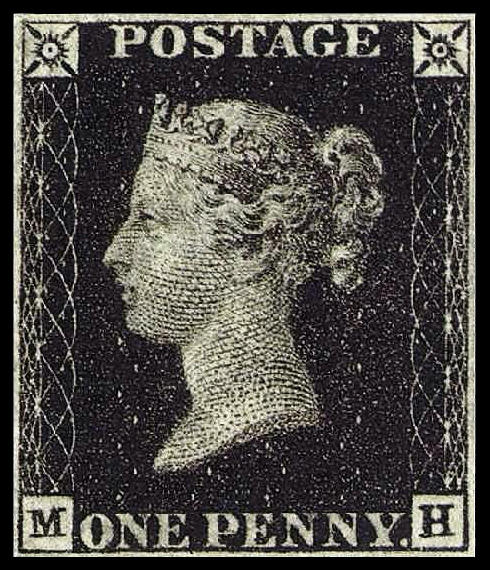
Чорний пенні

- 1686 — Московія і Річ Посполита уклали «Вічний мир», за яким Гетьманщина була поділена між Московським царством і Річчю Посполитою, а частина центральних земель повинна була стати безлюдною.
- 1742 — У Москві відбулася коронація російської імператриці Єлизавети Петрівни.
- 1833 — У США зроблено перший сталевий плуг.
- 1840 — Англія випустила свою першу поштову марку, однопенсову Королеву Вікторію («Чорний пенні»).
- 1863 — Закінчилася битва під Чанселорсвіллом.
- 1872 — В Англії засновано футбольний Кубок.
- 1889 — У Парижі завершено будівництво Ейфелевої вежі.

- 1920 — Завершився Перший зимовий похід Армії УНР, за час якого армія пройшла 2500 км, воюючи проти білих і червоних, попри хвороби і холод, вистояла і вдало виконала завдання.
- 1937 — У штаті Нью-Джерсі (США) при приземленні вибухнув найбільший у світі німецький трансатлантичний цепелін-велетень дирижабль LZ 129 «Гінденбург», через що загинуло 35 людей (13 пасажирів та 22 особи обслуги). Ця подія поклала кінець епосі дирижаблів. Цепелін мав розмір понад 240 метрів завдовжки та важив 242 тонни.
- 1941 — У СРСР прийнято постанову про обов'язкове працевлаштування інвалідів війни.
- 1944 — Британці випустили із в'язниці Магатму Ґанді.
- 1953 — Американський хірург Джон Гібон першим успішно застосував «штучне серце-легені».
- 1958 — В Уельсі відбулася остання смертна кара
- 1968 — У зв'язку з вуличними боями в Парижі французька влада закрила університет Сорбонна.
- 1987 — На літаку Ан-124 встановлено світовий рекорд дальності перельоту по замкнутому маршруту (20150,92 км).
- 1990 — Відкрито державний кордон між Молдовою та Румунією.
- 1991 — Український стрибун із жердиною Сергій Бубка в Японії установив світовий рекорд, стрибнувши на 6 м і 7 см.
- 1992 — Прийнято конституцію республіки Крим.
- 1994 — Урочисто відкрито тунель під Ла-Маншем між Францією й Великою Британією — Євротунель.
- 2023 — Коронація Чарльза ІІІ та королеви-консорта Камілли

## Народились

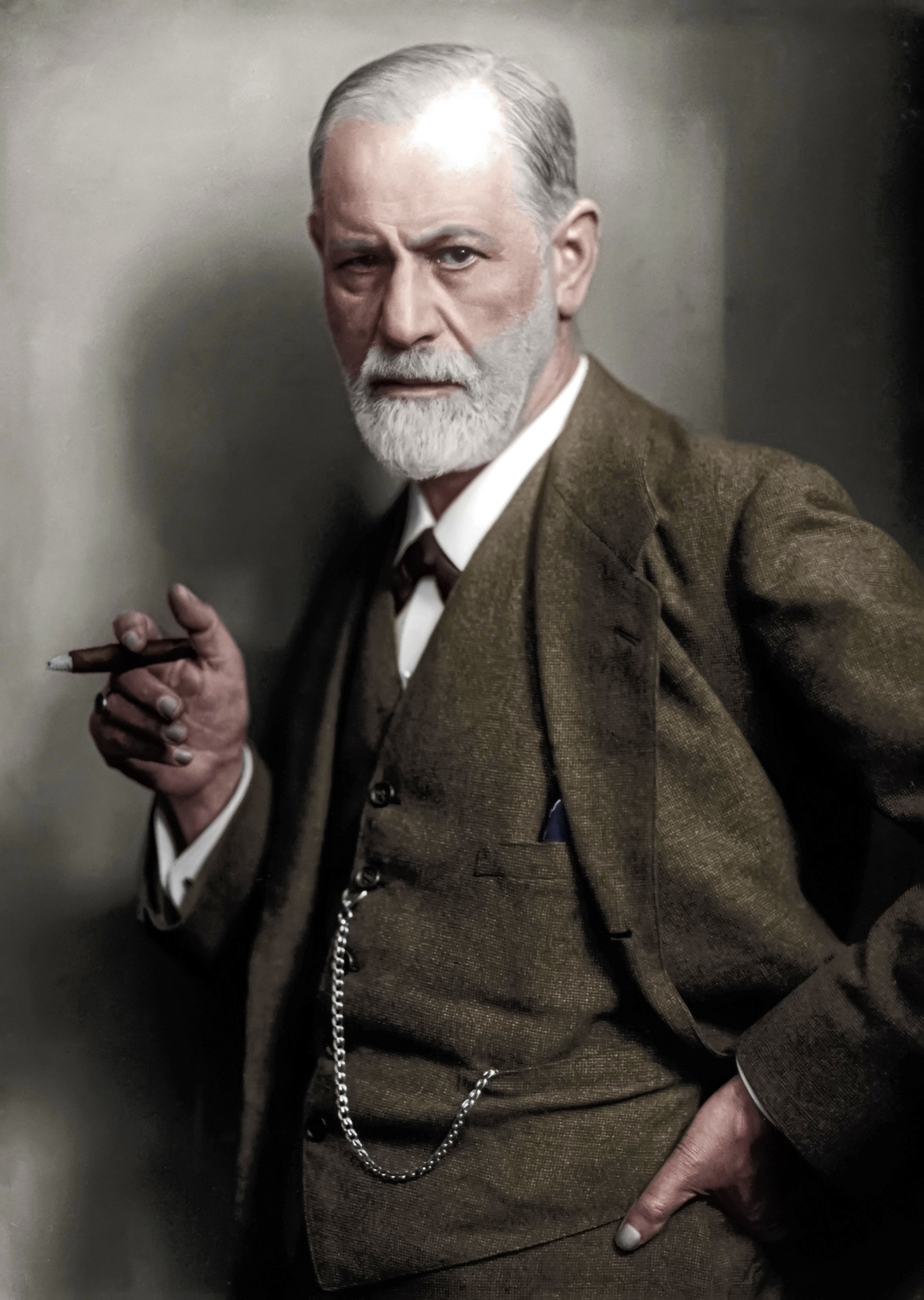
Зиґмунд Фрейд

Дивись також Категорія:Народились 6 травня
- 1758 — Максиміліан Робесп'єр, французький адвокат, лідер і жертва французької революції, ідеолог терору.
- 1829 — Степан Ніс, український фольклорист, етнограф і письменник.
- 1856 — Зиґмунд Фрейд, австрійський лікар-психіатр, психолог, основоположник психоаналізу.
- 1860 — Ернст Людвіг Кірхнер, німецький художник, експресіоніст.
- 1864 — Кирило Трильовський, український громадсько-політичний діяч, основоположник і один із засновників Української радикальної партії, засновник «Січей», голова Бойової управи УСС, член Національної Ради ЗУНР.
- 1868 — Ґастон Леру, французький письменник.
- 1891 — Юрко Тютюнник, український військовий діяч, генерал-хорунжий Армії УНР, один з ініціаторів та керівників Зимових походів УНР.
- 1895 — Рудольф Валентіно, американський актор, зірка німого кіно.
- 1902 — Олександра Деревська, мати-героїня України, усиновила 48 дітей.
- 1929 — Георгій Мірецький, радянський український композитор, піаніст та педагог, один з яскравих представників неоромантичного напрямку в українській музиці.
- 1943 — Мамія Аласанія, грузинський військовик, учасник абхазької війни. Національний герой Грузії.
- 1953 — Тоні Блер, прем'єр-міністр Великої Британії у 1997–2007 роках.
- 1961 — Джордж Клуні, американський актор, режисер, продюсер та сценарист.
- 1969 — Георгій Шуваєв, російський військовий діяч, військовий злочинець, учасник вторгнення в Україну, Герой Російської Федерації.
- 1972 — Журавель Юрій Григорович, український музикант з Рівного, лідер та вокаліст гурту От Вінта!, художник, аніматор, громадський діяч, актор і сценарист.
- 1991 — Домінік Канает, хорватський хокеїст.
- 2019 — Арчі Маунтбеттен-Віндзор, шостий претендент на престол Великої Британії.

## Померли

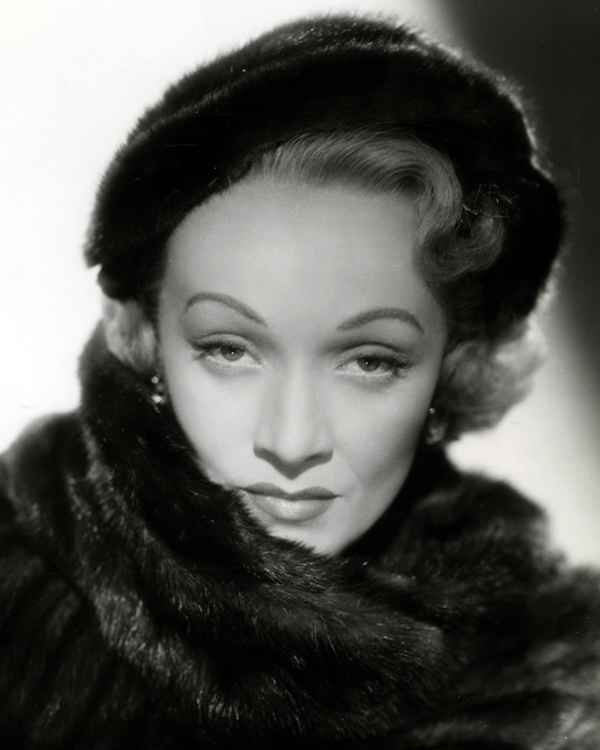
Марлен Дітріх

Дивись також Категорія:Померли 6 травня
- 1638 — Корнелій Янсен, голландський єпископ, засновник католицького богословського вчення, відомого як янсенізм.
- 1641 — Яків Острянин, козацький гетьман, керівник повстання проти Польщі.
- 1859 — Александер фон Гумбольдт, німецький вчений-енциклопедист, фізик, метеоролог, географ, ботанік, зоолог, мандрівник, молодший брат вченого Вільгельма фон Гумбольдта. Основоположник географії рослин.
- 1862 — Генрі Девід Торо, американський письменник, мислитель, натураліст, суспільний діяч.
- 1910 — Борис Грінченко, український письменник і громадський діяч.
- 1919 — Френк Баум, американський дитячий письменник, автор серії казок про країну Оз.
- 1949 — Євген Храпливий, громадський діяч, агроном і кооператор, ідеолог і практик суспільної агрономії в Галичині.
- 1949 — Моріс Метерлінк, бельгійський письменник, лауреат Нобелівської премії в галузі літератури
- 1952 — Марія Монтессорі, італійський лікар, педагог.
- 1981 — Василь Авраменко, український балетмейстер, хореограф, актор, режисер, педагог.
- 1984 — Марія Струтинська (літ. псевд. Віра Марська), українська літературна діячка.
- 1992 — Марлен Дітріх, німецько-американська кінозірка.
- 1998 — Платон Білецький, український мистецтвознавець і художник. Автор книжок «Українське мистецтво XVII—XVIII ст.» (1963), «Український портретний живопис XVII—XVIII ст.» (1981).